# Прус Руслан Анатолійович
Руслан Анатолійович Прус (1982—2023) — старший лейтенант Збройних сил України, учасник російсько-української війни, що відзначився у ході російського вторгнення в Україну. Герой України (2024, посмертно).

## Життєпис
Народився 11 жовтня 1982 в с. Хропотова Кам'янець-Подільського району Хмельницької області.
Випускник факультету фізичної культури 2004 року Кам'янець-Подільського університету ім. І. Огієнка
Брав участь в АТО на сході України. Викладав у Кам'янець-Подільському військовому ліцеї.
На початку російського вторгнення в Україну перебув у Нідерландах, звідки повернувся до України. 1 березня 2022 був призваний на військову службу за мобілізацією . Служив заступником командира роти вогневої підтримки військової частини А7220 (107-ма ОБрТО).
23 травня 2023 року під час виконання бойового завдання на західній околиці Бахмута, під час артилерійського обстрілу, врятувавши побратима, загинув отримавши поранення, несумісні з життям.
Похований у м. Новодністровськ Чернівецької області.
Залишилися дружина та донька.

## Нагороди
- Звання Герой України з удостоєнням ордена «Золота Зірка» (24 лютого 2024, посмертно) — за особисту мужність і героїзм, виявлені у захисті державного суверенітету та територіальної цілісності України, самовіддане служіння Українському народові[4].